# 謝爾蓋·卡緬斯基
謝爾蓋·卡緬斯基（Sergey Kamenskiy，1987年10月7日—），是一名俄羅斯射擊運動員，曾獲得2016年夏季奧林匹克運動會射擊男子50公尺步槍三姿比賽銀牌、2020年夏季奧林匹克運動會射擊男子50公尺步槍三姿比賽銀牌和混合團體10公尺空氣步槍銅牌。

## 外部連結
- ISSF（页面存档备份，存于）